# Hartmannia havardii
Hartmannia havardii là một loài thực vật có hoa trong họ Anh thảo chiều. Loài này được (S. Watson) Rose mô tả khoa học đầu tiên năm 1905.